# José Joaquim Marinho
José Joaquim Marinho, (Ponte de Lima, 1 de Fevereiro de 1789 — Feitosa, Ponte de Lima, 6 de Janeiro de 1858), foi um cirurgião, militar, jurado português que aderiu ao liberalismo.

## Biografia
Nasceu na Casa de Merim, em Ponte de Lima, filho de Tristão Fernandes da Cunha Marinho, Sr. da referida Casa e de (D.) Maria Felizarda Rodrigues.
Após o regresso de D. Miguel a Portugal, assiste-se a uma época de sobressalto, violência e, mesmo, até de guerra civil. D. Miguel tinha jurado solenemente a Carta Constitucional, quer em Viena quer ao voltar a Lisboa e, não cumprindo dissolve, passado pouco tempo, as Câmaras. Faz-se proclamar Rei absoluto de Portugal pelos Três Estados do Reino (3 de Maio de 1828), sendo extinta a Carta Constitucional.
É, pois, neste de clima de instabilidade política, que José Joaquim Marinho inicia a sua actividade como defensor das ideias liberais.
Neste mesmo ano de 1828, mais concretamente a 16 de Maio, com a revolta que rebentou na cidade do Porto, dá-se o início das lutas liberais, deparando-se aos revoltosos inúmeras dificuldades.
Sabe-se que as tropas de Braga, Chaves, Ponte de Lima, Viana do Castelo e Valença entre outras, passaram para o lado revolucionário, tendo o cirurgião Marinho aderido, de imediato juntamente com outros liberais limianos, a este movimento de revolta.
Participou na Batalha de Cruz de Moroicos, ao Sul de Coimbra, que pôs frente a frente liberais e absolutistas. Não conseguindo estes últimos a derrota dos adversários, mas, por decisão da Junta do Porto, reunida em Coimbra, as tropas liberais começam a retirar para além do Rio Vouga, só que o ultrapassam e a debandada termina no Porto, isto porque se deixaram dominar pelo medo e também porque o exército afecto a D. Miguel, vindo de Lisboa, os perseguia de perto.
Foi a derrocada liberal, e o que restava do exército foi conduzido para a fronteira da Portela do Homem, e dali emigraram principalmente para a Inglaterra.
Começa, pois, a partir daqui, o alastrar do clima de terror por todo o país, tendo os implicados sido julgados, uns condenados à morte e outros, mais de um milhar, feitos prisioneiros.
As fortalezas de Almeida, Elvas, S. Julião da Barra, etc., e a prisão de Lamego foram escolhidas como estabelecimentos prisionais.
José Joaquim Marinho não fugiu à regra. E, como tantos outros liberais, foi feito prisioneiro e degredado para a Prisão da Três Províncias, sendo transferido, posteriormente, para a Prisão de Lamego, e alí submetido a maus tratos e espancamento.
E se não fosse uma epidemia atacar a cidade de Lamego, não saberíamos o que teria sido feito da sua vida. Isto porque as autoridades locais logo que souberam da sua competência em Ponte de Lima, onde em 1816 uma epidemia de Tifo atacou os habitantes do Couto de Gondufe, não lhe morrendo um só doente, o restituíram à liberdade.
Ali, curou todos os prisioneiros num hospital para o efeito estabelecido, bem como os habitantes da cidade, morrendo somente três doentes.
Enquanto isto se passou em Lamego, o quadro político português sofre alterações, D. Pedro abdica do Trono do Brasil a favor de seu filho D. Pedro de Alcântara e arranjou um exército para combater seu irmão D. Miguel, levando-o a assinar a Convenção de Évora-Monte.
É nesta altura que José Joaquim Marinho é posto definitivamente em liberdade. A 4 de Abril de 1834, assina, nos Paços do Concelho de Ponte de Lima, o Auto de Aclamação de D. Maria II.
Retoma o seu lugar de cirurgião na Câmara de Ponte de Lima até 1838. Não chegou a receber o ordenado a que tinha direito.
Foi durante alguns anos jurado pela Freguesia da Feitosa. Em Sessão da Câmara de 29 de Novembro de 1839 recusa-se a continuar o cargo que vinha ocupando por discordar da política seguida pelo Município.
Em 1850 deflagrou uma epidemia em Ponte de Lima, que se manteve durante muito tempo e foi José Joaquim Marinho que facultativamente curou todos os doentes à excepção de dois, não obstante existirem dois médicos e mais quatro cirurgiões que nada fizeram para o efeito.
A 22 de Junho de 1837 (?) casou na Capela da Santa Casa da Misericórdia de Ponte de Lima (há lapso nesta data e local, já que não consta o assento nos locais onde seria expectável-cfr. livros paroquiais de Ponte de Lima e Arcozelo, onde tal casamento não aparece), com (D.) Maria Joaquina Correia, natural da Freguesia de Arcozelo, Ponte de Lima, filha de Domingos Alves Felgueiras, da Casa do Salgueirinho desta freguesia e de (D.) Maria Joaquina Correia Duro.
Faleceu a 6 de Janeiro de 1858 na Casa de Merim, freguesia de Feitosa [1], Ponte de Lima e foi sepultado no dia 7 na Igreja da Ordem Terceira da Vila de Ponte de Lima, na sepultura n.º 23, com ofício de corpo presente de trinta e dois padres.